# Aubin Goporo
Aubin-Thierry Goporo (15 maggio 1968) è un ex cestista, allenatore di pallacanestro e dirigente sportivo centrafricano.
È il fratello di Frédéricque Goporo.
Nel giugno 2020 è stato assunto come coach della Knoxville West High School.

## Carriera
Con la Rep. Centrafricana ha preso parte ai Giochi olimpici del 1988, segnando 7 punti in 7 partite.